# Землетрясение в Сукре (2010)
Землетрясение магнитудой 5,6 произошло 15 января 2010 года в 18:00:46 (UTC) в венесуэльском штате Сукре, в 8,4 км к юго-западу от ближайшего населённого пункта Казанай и в 33,6 км к юго-западу от Карупано. Гипоцентр землетрясения располагался на глубине 8,1 километров. По данным венесуэльской газеты El Nacional, движение тектонических плит ощущалось на протяжении 30—35 секунд.
Землетрясение ощущалось в Барселоне и в Кумана, а также в Сьюдад-Гуаяна, Порламар и Пуэрто-ла-Крус. Венесуэльский фонд сейсмологических исследований (FUNVISIS) располагает аналогичными данными.

## Тектонические условия региона
Обширное разнообразие и сложность тектонических режимов характеризует периметр Карибской плиты, включающей не менее четырёх основных плит (Северо-Американская плита, Южно-Американская плита, Наска и Кокос). Наклонные зоны глубоких землетрясений (зоны Вадати — Бениофа), океанические впадины и дуги вулканов ясно указывают на субдукцию океанической литосферы вдоль границ Центральной Америки и Атлантического океана в пределах Карибской плиты. В то же время сейсмичность земной коры в Гватемале, северной Венесуэле, а также в районе хребта Кайман и жёлоба Кайман указывают на трансформные разломы и присдвиговые впадины.
Граница между южной частью Карибской плиты и Южно-Американской плитой простирается в направлении восток — запад через Тринидад и западную Венесуэлу с относительной скоростью около 20 мм в год. Эта граница характеризуется основными трансформными разломами, в том числе разломом Сентрал—Рейндж и разломами Боконо — Сан-Себастьян — Эль-Пилар, а также мелкой сейсмичностью. С 1900 года крупнейшими землетрясениями, произошедшими в этом регионе, были землетрясение в Каракасе 29 октября 1900 года магнитудой 7,7 и землетрясение магнитудой 6,5 29 июля 1967 года в этом же регионе. Дальше на запад широкая зона сжимающей деформации отклоняется к юго-западу через западную Венесуэлу и центральную Колумбию. Граница плит не очень четко определена в северо-западной части Южной Америки. Южно-американская плита доминирует на востоке, в зоне конвергенции Карибской плиты под Южно-Американскую, в то время как на западе Южно-американская плита погружается под плиту Наска. Зона перехода между зонами субдукции на восточном и западном краях Карибской плиты характеризуется диффузной сейсмичностью, включающей землетрясения с малой и средней магнитудой (М <6,0) малой и средней глубины.

## Последствия
Губернаторы штатов Сукре и Ансоатеги призвали местное население к спокойствию. Представитель властей Сукре сообщил, что властям удалось связаться с 15 пострадавшими муниципалитетами, в которых сообщили, что жертв нет. Министр внутренних дел страны Тарек Эль Айссами позже подтвердил, что данных о пострадавших или видимых повреждениях зданий по состоянию на 16 января 2010 года не поступало.
После землетрясения компания Petróleos de Venezuela (PDVSA) приступила к эвакуации административных зданий, расположенных в городе Кумана, для предотвращения возможных несчастных случаев вследствие обрушений перед лицом новых сейсмических толчков. Несколько афтершоков ощущались через несколько минут, но незначительной величины.
В результате землетрясения 11 человек получили ранения, три здания получили повреждения в Кариако.